# Fra Scilla e Cariddi
Fra Scilla e Cariddi è il 14° album discografico di Otello Profazio, pubblicato in Italia nel 1978.

## Tracce
1. Ciuri ciuri
2. Al mercato
3. Il ponte
4. La baronessa di Carini
5. Li Fra Diavuli
6. La leggenda di Colapesce
7. Amuri amuri
8. La bampa di lu focu
9. Mamma maritami mamma
10. Lu ciarrabbaddhazzu
11. La tarantola